# CS Chênois
Der CS Chênois (Club Sportif Chênois, dt.: Sportclub Chênois) ist ein Schweizer Fussballclub aus den Gemeinden Thônex, Chêne-Bourg und Chêne-Bougeries bei Genf. Der Verein wurde am 1. Juli 1907 Football Club Thônex gegründet und 1924 in CS Chênois umbenannt. Momentan spielt der Club in Gruppe 1 der 1. Liga, der vierthöchsten Schweizer Liga. Seine grössten Erfolge konnte Chênois in den 1970er und 1980er Jahren feiern, als der Verein der höchsten bzw. der zweithöchsten Liga angehörte, der Nationalliga A und B. Das letzte Mal gehörte der Club in der Saison 1994/95 der Nationalliga B an.

## Spieler
- Rolf Fringer (1978–1981)
- Adrian Ursea (1992–1994)
- Vincenzo Palumbo (1995)
- Anthony Racioppi (2007–2012)

## Frauenmannschaft
Die erste Frauenmannschaft agierte seit 2012 unabhängig vom CS Chênois als FF Chênois in der Nationalliga B und trat 2017 zum Servette FC über.